# Universidad Nacional de Frontera
La Universidad Nacional de Frontera (UNF) es una universidad nacional pública ubicada en la ciudad de Sullana, en el departamento de Piura, Perú. Su campus principal se encuentra en el distrito Villa Perú Canadá, en la Avenida San Hilarión N.º 101.

## Historia
La UNF fue creada por la Ley N.º 29568 el 26 de julio de 2010, producto de la transformación de la sede de la Universidad Nacional de Piura en Sullana, una iniciativa largamente promovida por diversos sectores de la población provincial.
En septiembre de 2010 se designó la primera Comisión Organizadora, presidida por el Dr. Manuel Sacramento Purizaca Benites.
En el mes de septiembre de 2012, fue aprobado el Plan de Desarrollo Institucional, que inicialmente incluía tres carreras: Ingeniería Económica, Ingeniería de Industrias Alimentarias y Administración Hotelera y de Turismo.
En agosto de 2013, el pleno del Consejo Nacional de Funcionamiento de Universidades (CONAFU) visitó las instalaciones de la Universidad aprobando su funcionamiento. En septiembre del mismo año, se constituyó una nueva comisión en 2013, encabezada por el Dr. Jorge Ricardo González Castillo. El 6 de noviembre de 2013, la CONAFU terminó por habilitar plenamente el funcionamiento de la Casa de Estudios Superiores, aunque de forma provisional. También otorgó mediante Resolución N° 592-2013 con fecha del 6 de noviembre de 2013, la Autorización del Funcionamiento Provisional a la Universidad Nacional de Frontera para brindar servicios educativos universitarios, en la ciudad de Sullana, distrito y provincia de Sullana, departamento de Piura.
El Ministerio de Educación designó una nueva Comisión Organizadora el 13 de octubre de 2018, mediante Resolución Viceministerial nº 165-2018-MINEDU, la cual fue dirigida por el Ph. D. Jorge Luis Maicelo Quintana.
En abril de 2019, recibió por parte de la Superintendencia Nacional de Educación Superior Universitaria, el Licenciamiento Institucional para ofrecer el servicio educativo superior universitario, ya en forma definitiva. Desde entonces se cambió la Comisión Organizadora por una Comisión Normalizadora, con vistas a organizar un rectorado definitivo a mediano plazo. Desde agosto del año 2019, la Comisión Normalizadora de la Universidad es presidida por el Dr. Raúl Edgardo Natividad Ferrer.

## Organización académica
Actualmente, la UNF ofrece seis carreras profesionales organizadas en tres facultades:
- Facultad de Ciencias Económicas y Ambientales:
  - Ingeniería Económica
  - Ingeniería Ambiental
  - Ingeniería Forestal
- Facultad de Ingeniería de Industrias Alimentarias y Biotecnología:
  - Ingeniería de Industrias Alimentarias
  - Ingeniería en Biotecnología
- Facultad de Ciencias Empresariales y Turismo:
  - Administración Hotelera y de Turismo

## Rankings académicos
En los últimos años se ha generalizado el uso de rankings universitarios internacionales para evaluar el desempeño de las universidades a nivel nacional y mundial; siendo estos rankings clasificaciones académicas que ubican a las instituciones de acuerdo a una metodología científica de tipo bibliométrica que incluye criterios objetivos medibles y reproducibles, tomando en cuenta por ejemplo: la reputación académica, la reputación de empleabilidad para los egresantes, la citas de investigación a sus repositorios y su impacto en la web. Del total de 92 universidades licenciadas en el Perú, la Universidad Nacional de Frontera se ha ubicado regularmente dentro del tercio inferior a nivel nacional en determinados rankings universitarios internacionales.